# Jens Haaning
Jens Haaning (Copenhaguen, 1965) és un artista danès que viu i treballa a Copenhaguen. La seva obra reflecteix el tema del racisme a la societat escandinava.
Ha exhibit extensament a fites com la Documenta XI de Kassel o la 9a Biennal d'Istanbul. Anteriorment Haaning ha exposat al Museu Migros de Zúric; el Museu Ludwig de Colònia, l'ICA de Londres, Le Consorci de Dijon; la Biennale des Arts de Dakar; De Poma a Amsterdam; el Moderna Museet d'Estocolm; la Biennal de Gwangju o l'Apexart de Nova York, entre altres indrets. Durant els darrers anys Haaning ha fet exposicions en solitari a l'Institut d'Art de San Francisco, la Goodwater Gallery de Toronto o l'edifici de la Secessió de Viena.

## Exposició a l'Espai 13
Jens Haaning va exposar Antonio, Aurangzeab, Deniz, Ecevit, Faysal, Hakan, Murat, Oemer, Radovan, Sambas, Shabeer i Dennis a l'Espai 13 de la Fundació Joan Miró, entre el 5 de desembre de 2003 i l'11 de gener de 2004, dins el cicle Angle de visió: 143 graus. Objects in the rear view mirror are closer than they appear comissariat per Montse Badia. La mostra incloïa una selecció d'obres representatives de projectes ja realitzats per Haaring, habitualment pensats per ésser instal·lats en l'espai públic i per convidar a explorar i reflexionar sobre les idees de diferència cultural, estrangeria, frontera i exclusió. Haaring habitualment inverteix els codis necessaris per comprendre les seves obres (sovint emprant idiomes aliens al públic, propis de col·lectius immigrants, o vestint als immigrants amb roba occidentalitzada i associada a col·lectius benestants), de tal manera que la majoria esdevé minoria, i la minoria es troba, de sobte, empoderada.
| «              | L'artista adopta l'estratègia duchampiana de convertir els objectes quotidians en objectes d'experiència estètica, però, a diferència de Duchamp, Haaning ho fa a partir de situacions de la vida real, que, amb lleugers desplaçaments, es converteixen en contundents interrogacions que ofereixen a l'espectador l'oportunitat de decidir per ell mateix sobre el seu valor. El discurs de Jens Haaning és tremendament crític i polític, però lluny de ser provocador i pamfletari, l'artista ens confronta amb "allò que és diferent", per convidar-nos a canviar la nostra percepció de les coses i a qüestionar els nostre prejudicis. | » |
| — Montse Badia | |   |

## Exposicions destacades
- 2003 — Antonio, Aurangzeab, Deniz, Ecevit, Faysal, Hakan, Murat, Oemer, Radovan, Sambas, Shabeer i Dennis, Espai 13, Fundació Joan Miró
- 1998 — Grande Ouverture SUPER DISCOUNT, Mizuma Art Gallery[4]
- 1996 — Middelbulg Summer 1996, Mizuma Art Gallery
- 1995 — Weapon Production, Mizuma Art Gallery